# Esperanza (album)
Pour les articles homonymes, voir Esperanza.
Albums de Esperanza Spalding
Junjo
(2006) Chamber Music Society
(2010)
Esperanza est le deuxième album de la contrebassiste Esperanza Spalding paru en 2008.

## À propos de l'album
L'album est souvent décrit comme le premier d'Esperanza Spalding, ce qui est faux : elle a déjà publié Junjo deux ans plus tôt.
Esperanza Spalding, alors âgée de seulement 23 ans, chante ici en trois langues : anglais, espagnol et portugais, adaptant le standard Body and Soul en espagnol sous le titre Cuerpo y Alma. Elle est accompagnée par un groupe de base composé de Leo Genovese (en) aux claviers, de Jamey Haddad (en) aux percussions et d'Otis Brown à la batterie, avec plusieurs musiciens invités.

## Accueil
L'album est salué par JazzTimes ou le Sun Sentinel. Thom Jurek (AllMusic) écrit que « sur ce disque, [Spalding] cherche à chaque instant à élargir son aventure musicale, et elle le fait avec tant de goût, de raffinement, d'entrain et d'humour que chacun y trouvera de quoi s'émerveiller) ».
Jeff Winbush sur All About Jazz est plus nuancé, qui regrette qu'il n'y ait pas de producteur extérieur pour tempérer l'enthousiasme de la jeune musicienne, et couper les quelques longueurs de l'album.
Esperanza est également un succès public, restant plus de 70 semaines dans le classement Billboard des ventes de jazz contemporain.

## Morceaux
| No  | Titre                       | Musique                           | Durée |
| --- | --------------------------- | --------------------------------- | ----- |
| 1.  | Ponta de Areia              | Milton Nascimento, Fernando Brant | 5:39  |
| 2.  | I Know You Know             | Esperanza Spalding                | 3:46  |
| 3.  | Fall In                     | Esperanza Spalding                | 3:57  |
| 4.  | I Adore You                 | Esperanza Spalding                | 7:27  |
| 5.  | Cuerpo y Alma (Body & Soul) | Edward Heyman, Robert Sour        | 8:01  |
| 6.  | She Got to You              | Esperanza Spalding                | 4:29  |
| 7.  | Precious                    | Esperanza Spalding                | 4:24  |
| 8.  | Mela                        | Esperanza Spalding                | 6:57  |
| 9.  | Love in Time                | Esperanza Spalding                | 5:47  |
| 10. | Espera                      | Esperanza Spalding                | 4:40  |
| 11. | If That's True              | Esperanza Spalding                | 7:33  |
| 12. | Samba em Prelúdio           | Vinícius de Moraes, Baden Powell  | 5:11  |

## Musiciens

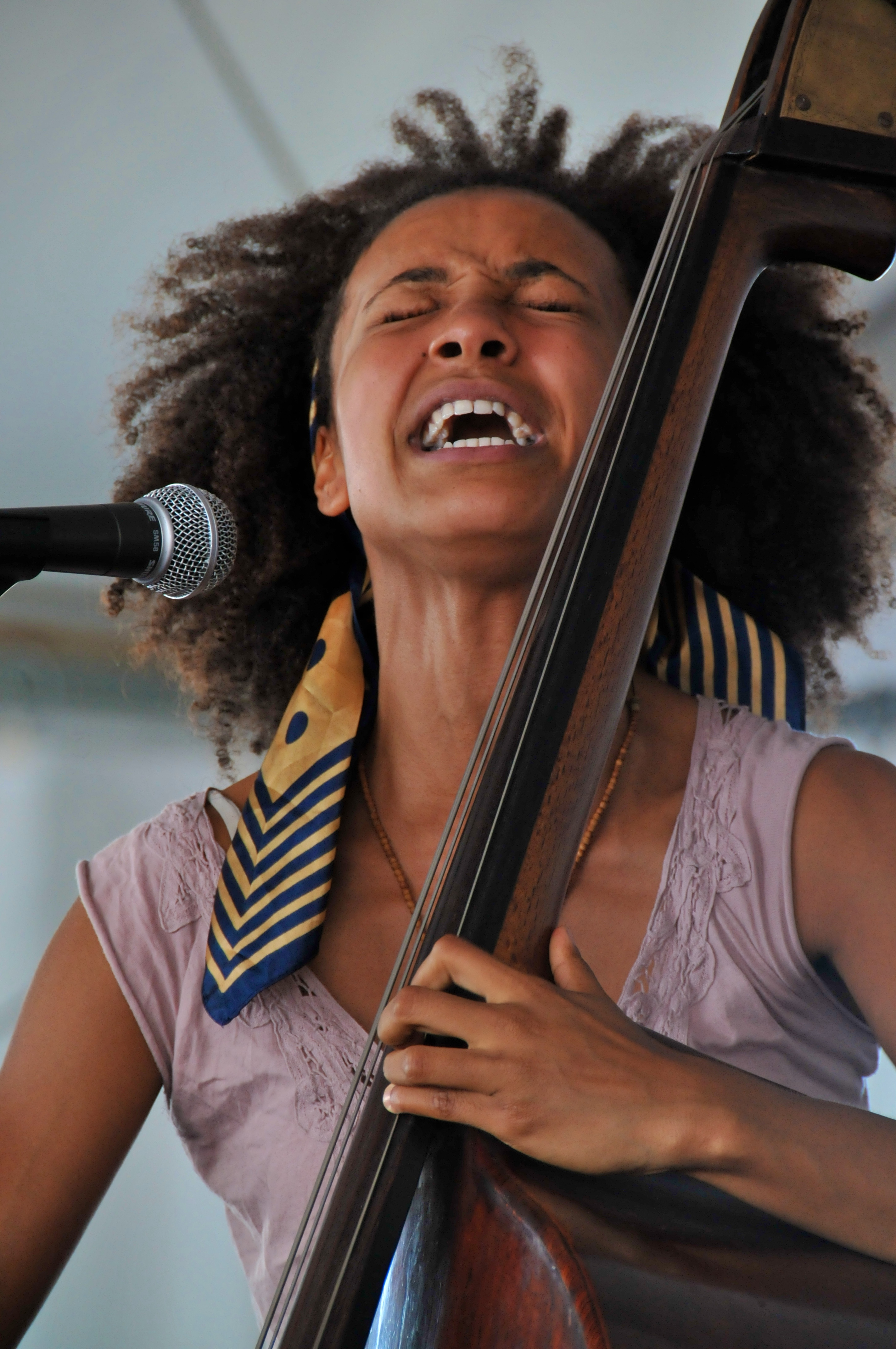
Esperanza Spalding au Newport Jazz Festival en 2008.

- Esperanza Spalding : guitare basse, contrebasse, voix
- Leo Genovese (en) : piano, piano électrique Wurlitzer (piste 6), Fender Rhodes (piste 10)
- Jamey Haddad (en) : percussions (piste 1, 2, 4, 6 et 10)
- Otis Brown : batterie, chœurs (pistes 4 et 7)
- Horacio Hernandez (en) : batterie (pistes 4 et 8)
- Ambrose Akinmusire : trompette (pistes 8 et 11)
- Donald Harrison : saxophone alto (pistes 6 et 11)
- Gretchen Parlato : chœurs (pistes 1 et 4)
- Theresa Perez : chœurs (piste 4)
- Niño Josele : guitare (piste 12)[6]